# Audrehem
Audrehem är en kommun i departementet Pas-de-Calais i regionen Hauts-de-France i norra Frankrike. Kommunen ligger i kantonen Ardres som tillhör arrondissementet Saint-Omer. År 2022 hade Audrehem 522 invånare.

## Befolkningsutveckling
Antalet invånare i kommunen Audrehem
| Referens: INSEE |